# 伊米薩摩耶祖

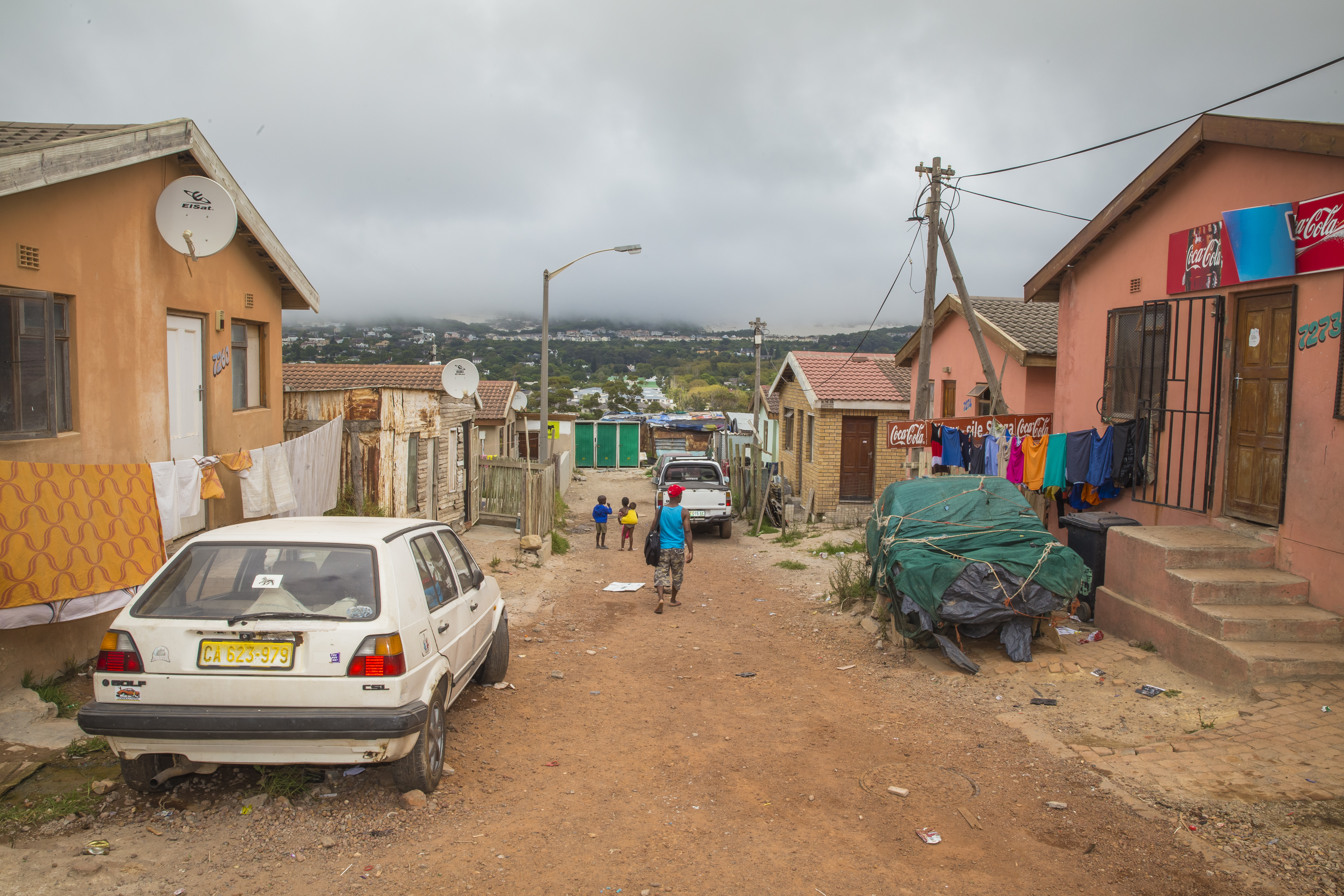
伊米薩摩耶祖

伊米薩摩耶祖（科薩語原文：Imizamo Yethu，意思是「我們的奮鬥」；同時又稱「曼德拉公園」或縮寫「IY」而廣為人知），位於南非西開普敦省豪特灣地區域，屬於非正式的鄉鎮聚集區(Informal Settlement)。 

## 公共設施
基礎公共設施極其缺乏：最低限度的水源供給，廁所數量少且沒有汙水處理系統。 
2002年，該社區獲得尼爾梅隆基金會（Niall Mellon Township Trust）的支援，生活條件得以改善。藉由此非營利組織的引介，多名愛爾蘭的志工被派遣至伊米薩摩耶祖社區，進行搭建基本的房屋給當地的居民、各戶獨立使用。

## 旅遊產業
伊米薩摩耶祖的居民和開普敦的觀光巴士公司合作，推出四十分鐘至一小時左右的社區徒步導覽團。
藉由導覽，遊客得以窺探當地居民的生活機能，包括學前教育所、學校、理髮店、雜貨店，有些居民甚至出售手工製作的珠寶首飾供遊客採購。

## 圖輯

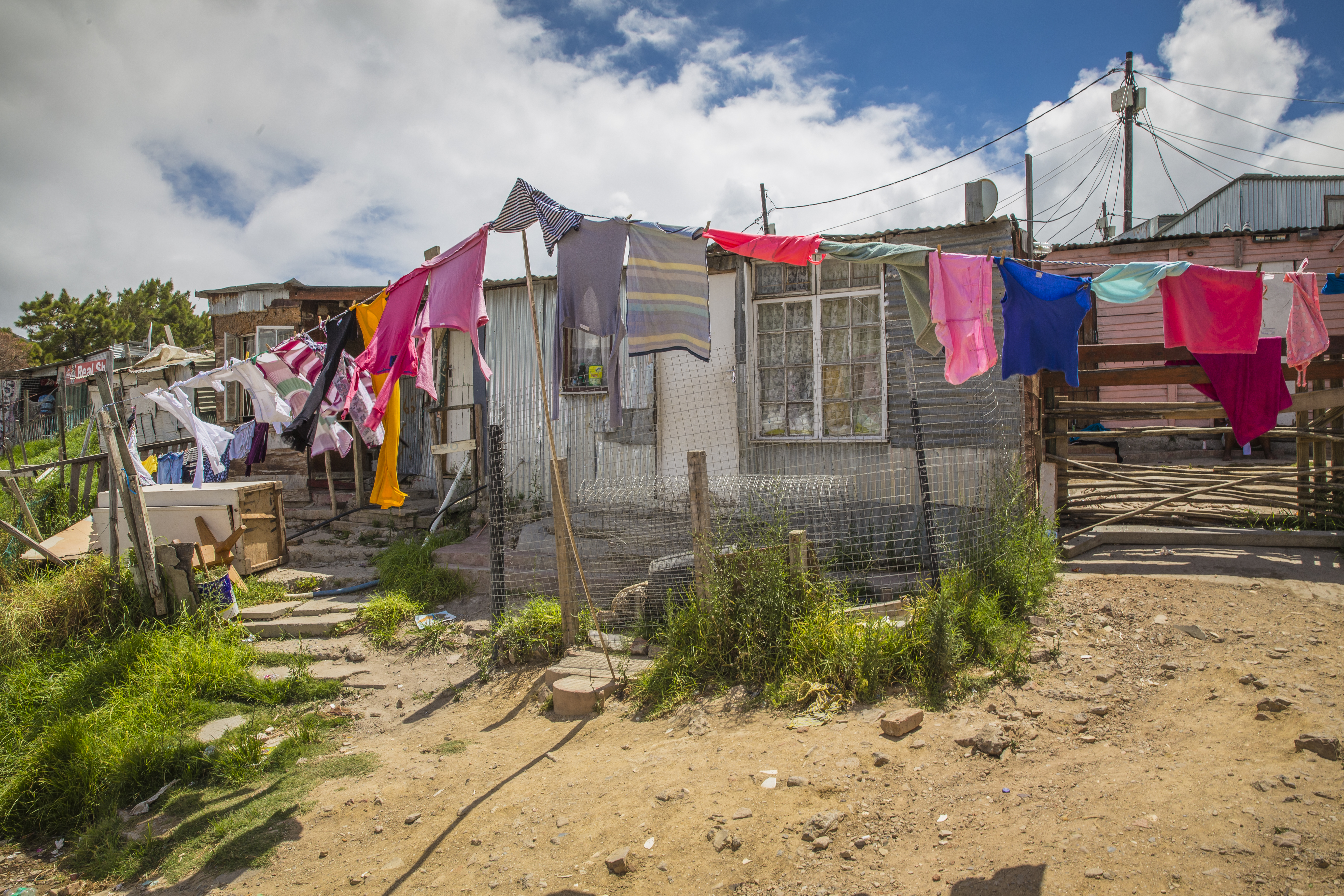
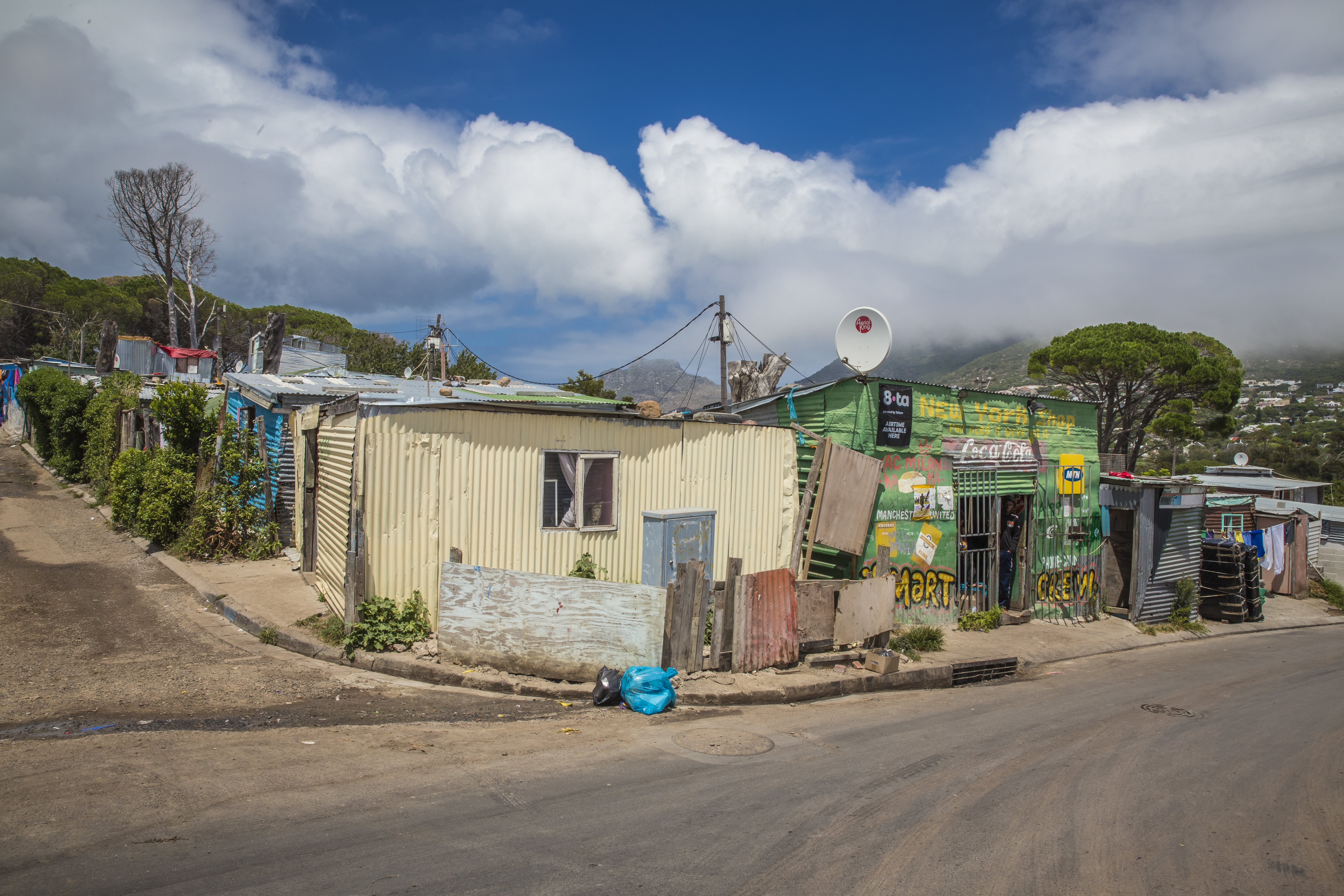
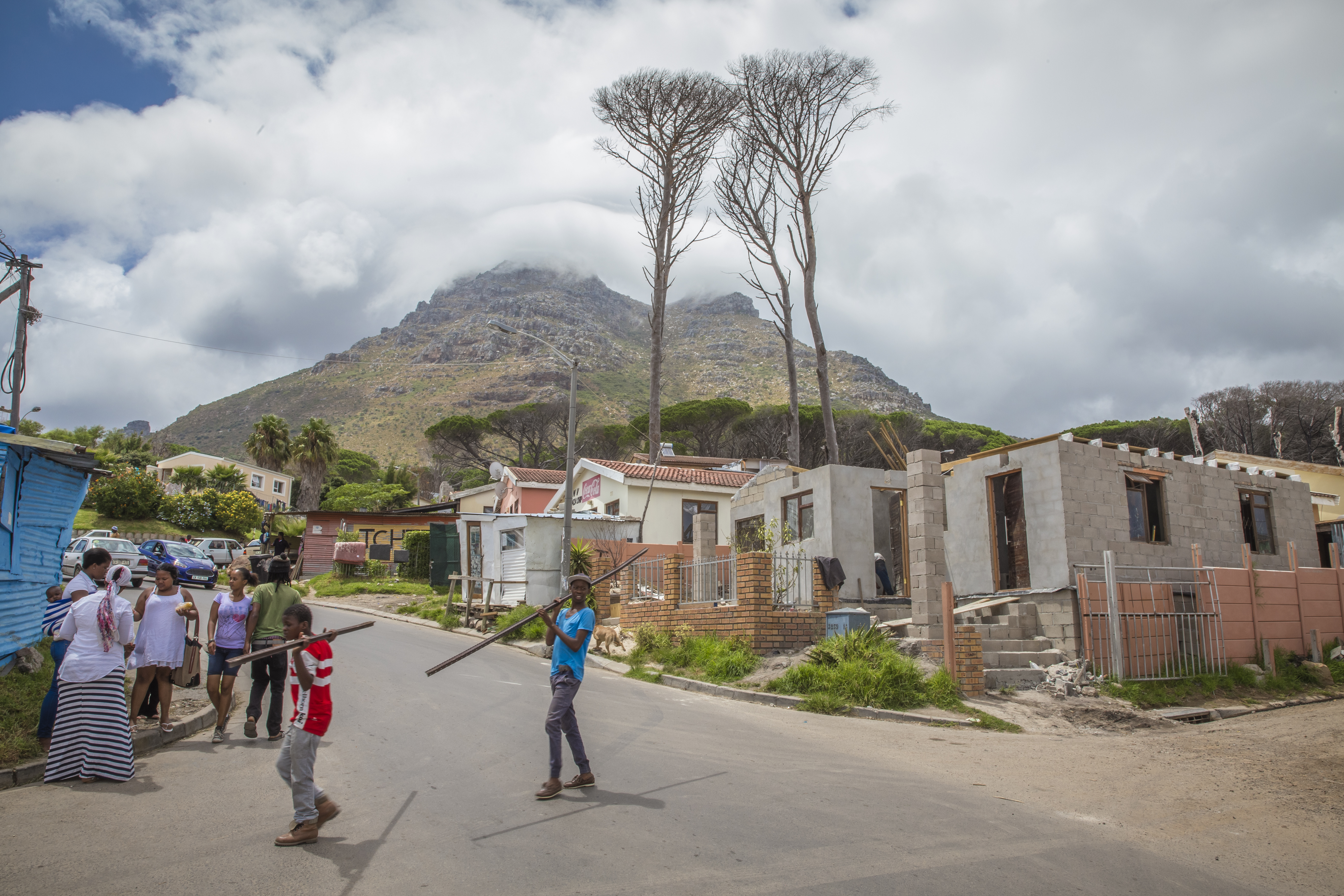
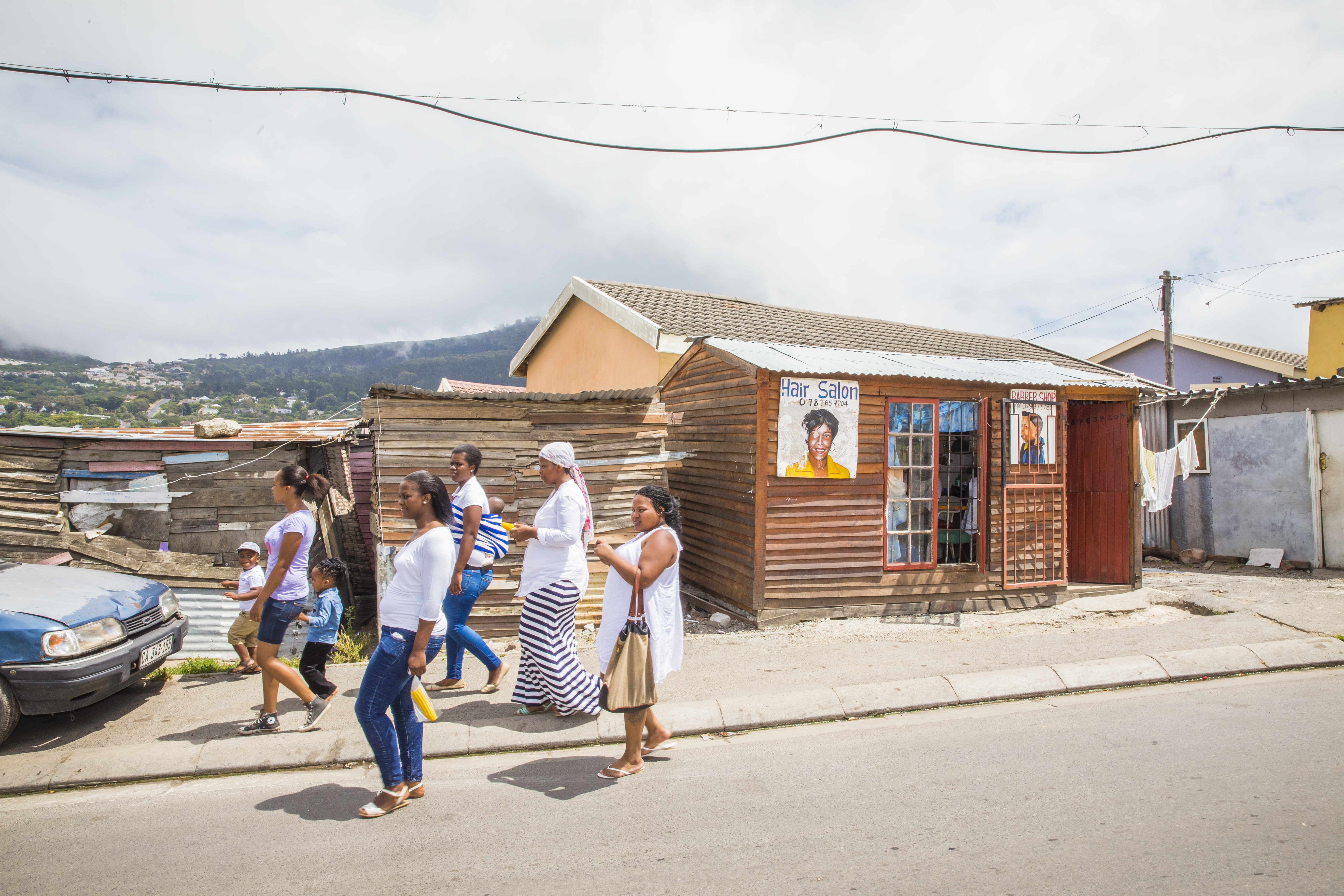
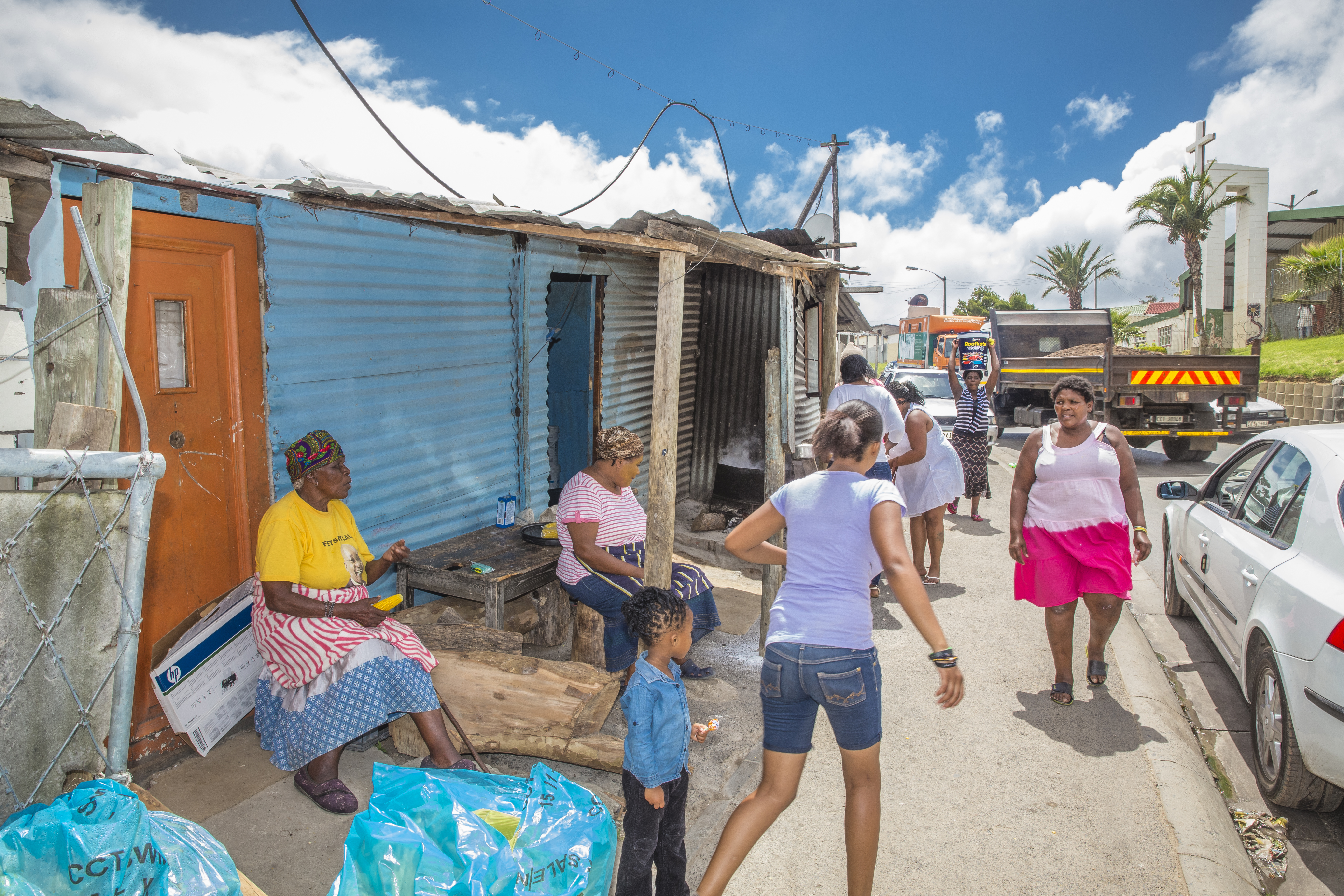

## 2017年大火
2017年3月11日至12日期間，伊米薩摩耶祖遭遇大規模的祝融之災。這場大火造成三人死亡、3500間房子被毀，影響1萬5000人流離失所，重建遙遙無期。

## 外部連結
- 伊米薩摩耶祖孤兒教育中心 （页面存档备份，存于）
- 伊米薩摩耶祖手工藝製作團隊 （页面存档备份，存于）